# Чотирирічний план (Третій Рейх)

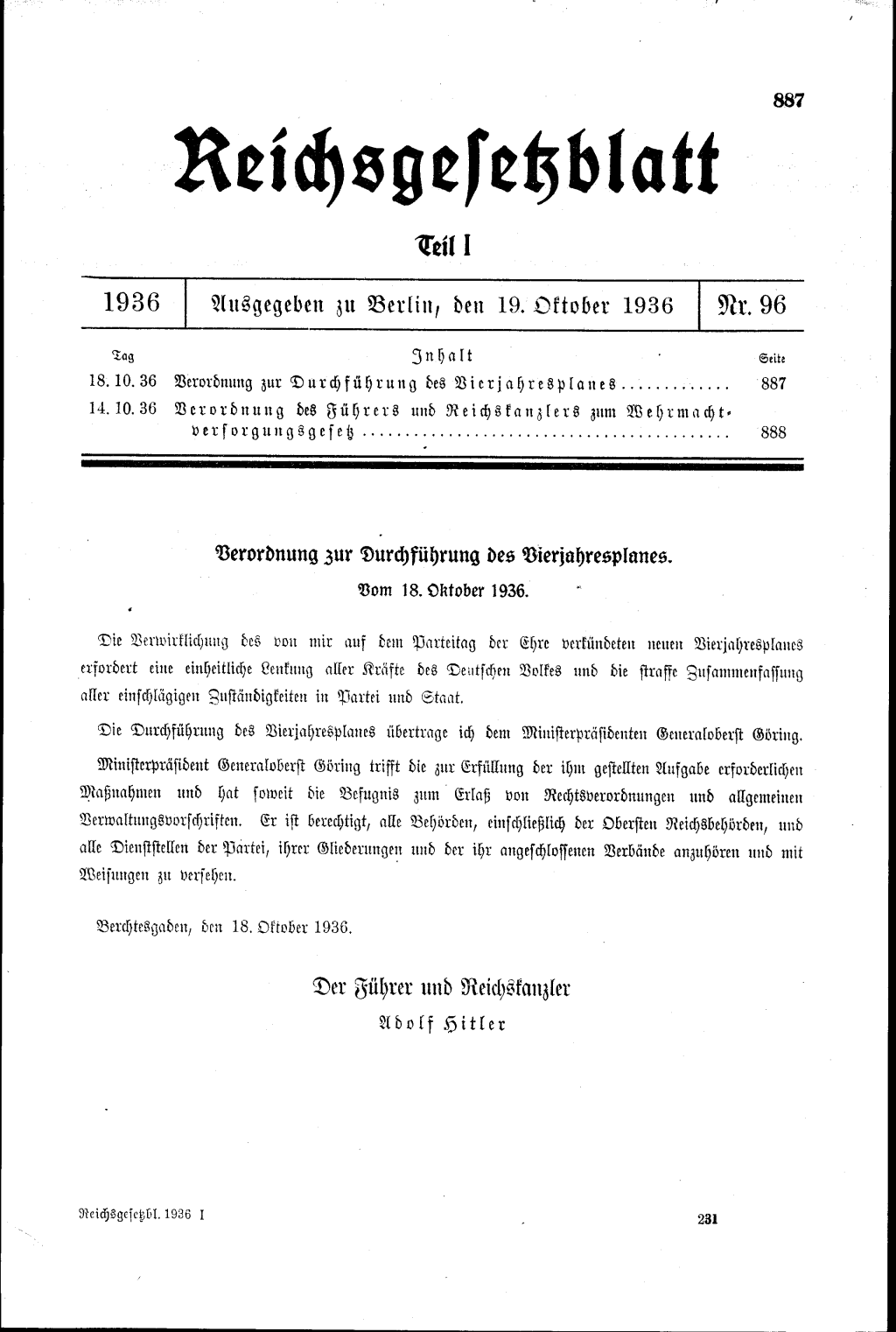
Указ Фюрера і Райхсканцлера Адольфа Гітлера про введення в дію чотирирічного плану. 18 жовтня 1936 року

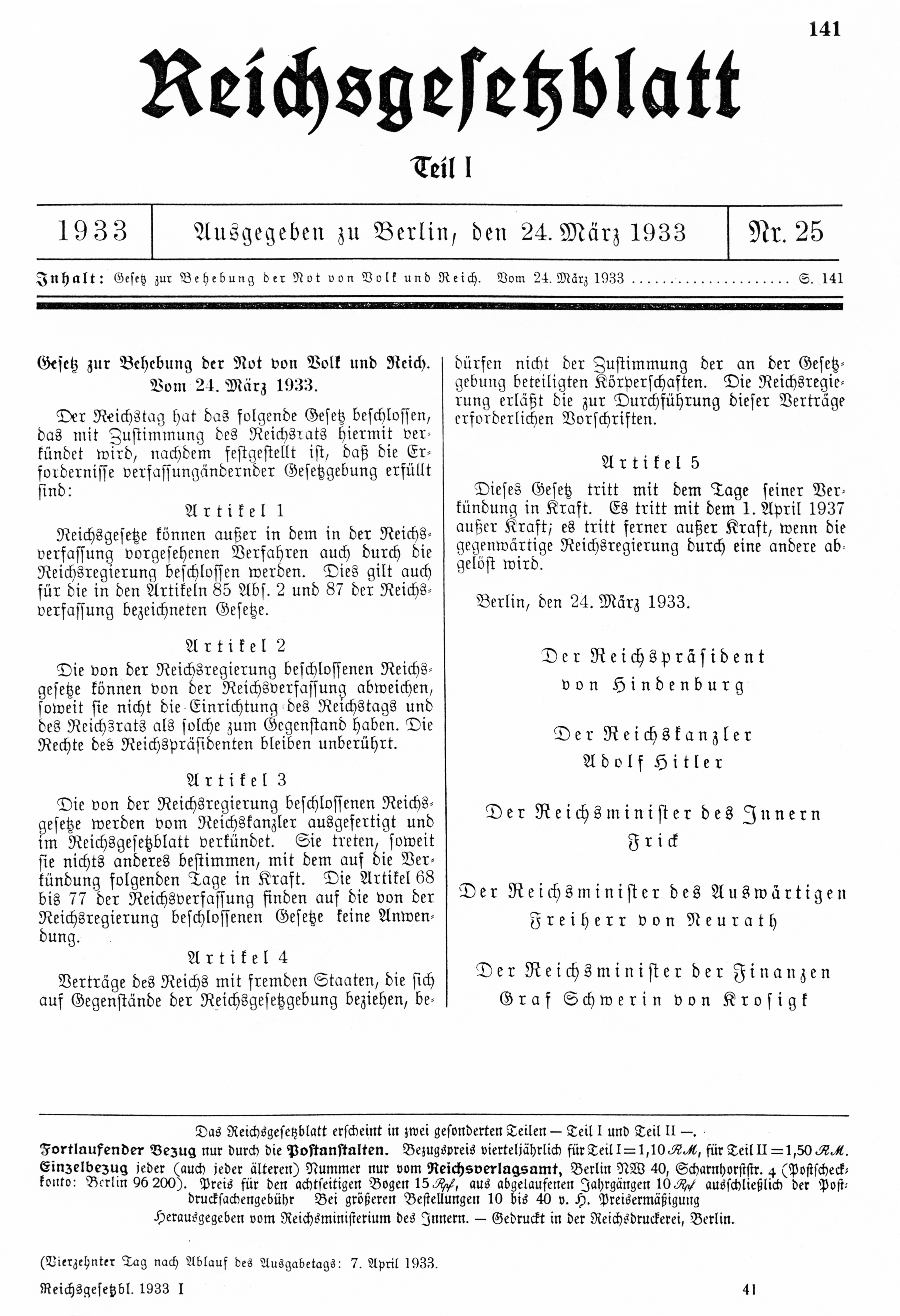
Reichsgesetzblatt (Імперський юридичний вісник) від 24 березня 1933 року Gesetz zur Behebung der Not von Volk und Reich

Чотирирічний план (нім. Vierjahresplan) був створений для підвищення економічної сили, автаркії і переведення нацистської Німеччини на військові рейки.
Поняття «Чотирирічний план» виникло безпосередньо після приходу націонал-соціалістів до влади у Німеччині й спочатку було одним з політичних лозунгів пропаганди рейхсканцлера Адольфа Гітлера у 1933 році («Дайте мені чотири роки!») Відразу після призначення рейхсканцлером Гітлер заявив 2 лютого 1933 року: «Упродовж чотирьох років безробіття повинно бути ліквідовано! (нім. Binnen vier Jahren muß die Arbeitslosigkeit beseitigt sein!)» Як розвиток цих заяв 24 березня 1933 року був прийнятий Закон про ліквідацію бідування народу та держави. Поняття «Чотирирічний план» також належало до заяви Гітлера від 2 лютого 1933 року й торкалося відродження економіки й соціальної сфери Німеччини.
Власне ж «Чотирирічний план» почав розроблятися з квітня — травня 1936 року всередині величезного бюрократичного апарату міністра-президента Пруссії Германа Геринга й був офіційно проголошений на з'їзді НСРПН 1936 року у Нюрнберзі. Цей план вже був пов'язаний з проектом створення замкненої (автаркічної) економіки і переозброєнням німецької промисловості. 18 жовтня того ж року Герман Геринг став офіційно призначеним уповноваженим по чотирирічному плану, і при ньому було створене спеціальне Управління по чотирирічному плану, що увібрало у себе значне число чиновників уряду Пруссії, що працювали над ним до цього. У 1940 році Чотирирічний план був продовжений ще на чотири роки.